# Мурзіна Олена Іванівна
Мурзіна (Мурзина) Олена Іванівна (нар. 13 грудня 1936, Київ, пом. 7 серпня 2016 Київ) — український музикознавець, етномузиколог, викладач НМАУ ім. П. Чайковського. Кандидат мистецтвознавства (1973); в.о. професора (2000). Член Національної спілки композиторів України (1979).

## Життєпис
Народилася в інтелігентній родині. Батько – Іван Романович Лопата (1895-1965), співак Володимирського собору Києва (тенор), бандурист. Мати – Галина Іванівна Тищенко (1900-1987), педагог.

У 1956 році О.Мурзіна закінчила теоретичне відділення Київської середньої музичної школи ім. М. Лисенка у класі музикознавця Андреєвої Олени Федорівни. Навчалася у  Київській Державній консерваторії (нині – Національна музична академія України ім.. П. Чайковського) у класі Фріди Ісааківни Аерової (дипломна робота - 1960). 

У 1967 році закінчила аспірантуру цього ж закладу, науковий керівник - доктор мистецтвознавства, професор Надія Олександрівна Горюхіна . У 1973 році захистила кандидатську дисертацію «Про принципи мелодичної декламації».

У 1959-63 роки О. І. Мурзіна працювала молодшим науковим співробітником у Інституті мистецтвознавства, фольклористики та етнології ім. М.Т. Рильського (ІМФЕ). З 1968 – викладач, з 1971 – старший викладач, з 1979 – доцент кафедри теорії музики Київської державної консерваторії. Працюючи на кафедрі теорії музики викладала курс аналізу музичних творів.

Починаючи з 1990 – працювала на кафедрі української музики. У 1993 році очолила нововідкриту кафедру музичної фольклористики. Була першою і єдиною завідувачкою кафедри протягом 20-ти років. У 2013 кафедру музичної фольклористики приєднано до кафедри української музики та музичної фольклористики. З 1992 – старший науковий співробітник, з 2003 по 2013 – провідний науковий співробітник ЛЕК (Лабораторія етномузикології або ПНДЛ – Проблемна науково-дослідна лабораторія по вивченню та пропаганді народної музичної творчості).

Під її керівництвом написано 31 дипломну роботу, з яких 16 – етномузикознавчих; 4 кандидатські дисертації. Серед учнів та аспірантів – О.Бенч-Шокало, О.Богданова, О.Кубяк (Чекан), І.Клименко, Т.Королюк, О.Клименко-Крута, А.Філатова, К.Оленич, А. Агайкухі,  Г. Пеліна, А. Мазуренко.

З 1998 року – головний редактор фахового збірника наукових статей «Проблеми етномузикології» (№1-4; 9). З 1980-их по 2015 роки – учасниця радіопередач присвячених українській традиційній музиці на Українському національному радіо.

Наукові інтереси: соціологічний (80-ті рр.) та культурологічний аспекти музичної автентики, індивідуальне в колективній традиції, звуковисотність та проблеми ладу; жанри – голосіння та лірика.

## Вибрані публікації
- Мурзіна О. Про принципи мелодичної декламації. – Київ : Музична Україна, 1972. – 66 с.
- Мурзіна О. Українська музична фольклористика: проблеми і завдання // Українське музикознавство: Науково-методичний збірник. Вип. 28. – Київ, 1998. – С. 25– 31.
- Мурзіна О. Слово про вчителя (пам’яті Надії Олександрівни Горюхіної) // Наук. вісник НМАУ. Музикознавство: з XX у XXI століття. – Вип. 7 – Київ, 2000. – С. 6–8
- Мурзіна О. Індивідуальне та особистісне в традиційній музичній культурі // Традиційне й особистісне у мистецтві. Колективне дослідження за матеріалами Четвертих Гончарівських читань. – Київ, 2002. – С. 132–138
- Мурзіна О. Лисенко як фольклорист-науковець // Укр. муз. До 160 річниці від дня народження М.В.Лисенка –  Вип. 32. –  Київ, 2003. – С. 174–184
- Мурзіна О. Сольна лірика лівобережної Наддніпрянщини: питання методики аналізу // Проблеми етномузикології : Зб. наук. праць / упоряд. О. Мурзіна. – Київ : Вид-во НМАУ ім. П.І. Чайковського, 2004. – Вип. 2. – 364 с. – С. 210–239
- Мурзіна О. Становлення та розвиток київської етномузикологічної школи: НМАУ, кафедра музичної фольклористики // Академія музичної еліти Украї-ни. – Київ, 2004. – С. 252–260.
- Мурзина О. Експресивний вимір музичного мислення в традиційній вокальній культурі / Олена Мурзина // Проблеми етномузикології : Зб. наук. праць / упоряд. О. Мурзіна. – Київ, 2009. – Вип. 4. – С. 40–53.
- Мурзина О. Дещо про ладову організацію. Слідами анатіличних нотаток Філарета Колесси // Родина Колессів - спадкоємність науково-мистецьких традицій (нагоди 140-річчя від дня народження академіка Філарета Колесси): Збірник наукових праць та матеріалів. - Львів: Львівський національний університет імені Івана Франка, 2013. - С. 444-462.